# Английская сервировка
Английская сервировка (от фр. service à l'anglaise) — способ подачи блюд, при котором официант обносит блюдо вокруг стола и накладывает порцию каждому гостю на тарелку. Обычно рассматривается как вариант французской сервировки.
Английская сервировка (как и французская) позволяет приготовить блюда с эффектным внешним видом.
Официант представляет блюдо с левой стороны гостя (обслуживание начинается с женщин) и накладывает порцию на тарелку правой рукой, используя комбинации столовых приборов для захвата. Используются три типа захватов:
- «плоский»: выгиб вилки помещается внутрь ложки,
- «круглый»: выгиб вилки против выгиба ложки,
- «зажим»: вилка и ложка бок о бок.

Английская сервировка, в отличие от русской, позволяет за один раз обслужить много гостей. С другой стороны, возможности презентации блюд ограничены, в отличие от французской: хрупкие блюда невозможно сервировать таким образом.